# Perth (Nuevo Brunswick)
Perth es una parroquia canadiense situada en la provincia de Nuevo Brunswick.

## Superficie
Perth tiene una superficie de 318,1 km².

## Demografía
En 2021, tenía 1047 habitantes, una densidad poblacional de 3,3 hab./km², y 560 viviendas.